# Пічахчи Ілля Якович
Пічахчи Ілля Якович (?, Маріуполь - 1930, Франція?) - лідер грецького національного руху в  Приазов'ї, голова Маріупольської Спілки Грецького народу (1917-1918).

## Біографія
Ілля народився в грецькій родині купців Якова Антоновича Пічахчи в місті Маріуполі. Здобув вищу освіту працював юристом в Маріуполі проживав у родовому маєтку так званої "Білої дачі". Був одружений з Анджеліною Йосипівною де-Мартіно, в сім'ї було троє дітей: Маруся, Людмила, Володя.
Після Лютневої революції 1917 року брав активну участь у політичному і культурному житті греків Маріупольського повіту дотримувався ліберальних поглядів. 10 листопада 1917 року в Маріуполі пройшов з'їзд делегатів грецьких громад повіту, на ньому ж була створена Маріупольська спілка грецького народу яку очолив Ілля. 
2 грудня 1917 року відбулося засідання з'їзду представників грецького народу М. Маріуполя і Маріупольського повіту. На порядку денному було і питання
про з'ясування ставлення грецького населення Маріуполя та Маріупольського повіту до України і Українській Центральній Раді.
У своїй доповіді голова Ради Маріупольського Союзу Грецького Народу Ілля Пічахчи зазначив: 
«Одним з найбільших політичних принципів, проголошених великої російською революцією, для нас інородців ... представляється принцип розкріпачення і подальшого самовизначення всіх народностей Росії.
Цей дорогоцінний для нас принцип означає право на національну самобутність, право кожної народності на пристрій свого життя саме так, як їй здається краще і доцільніше відповідно до своїх національних ідеалам і особливостям. Але для практичного здійснення права на національне самовизначення неминуче необхідно відповідне об'єднання кожної ще не забула себе народності в національний союз. Без такого об'єднання не здійсненні ні автономія окремих, особливо нечисленних народностей, ні взагалі дозвіл національних завдань в бажаному напрямку.
... Не залишилося глухим до ідеї національного самовизначення і Маріупольське грецьке населення. Давно про це мріяли місцеві патріоти, але практично здійснення цієї ідеї почалося лише недавно. Прискорив національне об'єднання і третій Універсал Української Центральної Ради, який проголосив не тільки включення в українську територію чотирьох нових губерній з Катеринославської в тому числі, але і національно-персональну автономію народностей, що мешкають в Україні ».
У Протоколі засідання з'їзду зазначалося:Порівнюючи двох сусідів Маріупольського повіту - Україна, з одного боку, і Південно-Східний Козачий Союз, з іншого, Пічахчи приходить до висновком, що вигоди від приєднання до Україна для грецького народу незмірно
більше, ніж від приєднання до Південно-Східного Козачому Союзу:
«Беручи до уваги, що в складі українського населення є численна, в кілька мільйонів, група таких іновірців, як євреї, які протягом своєї шеститисячної історії показали здатність успішно боротися за національну самобутність, слід визнати, що на Україні у грецького народу буде надійний союзник в справі відстоювання національного самовизначення та захисту проголошених прав маленьких народностей. Крім того, на Україні є цілий ряд таких промисловостей, які роблять Україну найбагатшою і промислово розвиненою країною ».
І Я. Пічахчи пропонує з'їзду, за прикладом міського Маріупольського Союзу Грецького Народу, визнати Українську Центральну Раду вищої крайовою владою за умови
підтвердження нею національної автономії грецького народу М. Маріуполя і Маріупольського повіту
На чолі спілки Ілля був до початку 1918 року, після чого скривалься від більшовиків які оголосили його ворогом народу.
Діставши паспорт на прізвище Кальтеліни разом з сином Володимиром емегріровал в Францію.